# Edith Mary Bataringaya
Edith Mary Bataringaya, född 1929, död 1977, var en ugandisk kvinnorättsaktivist. 
Hon var gift med Basil Kiiza Bataringaya, Ugandas inrikesminister 1964–1971. 
Hon bildade 1960 Uganda Council of Women tillsammans med Rhoda Kalema och Theresa Mbire, och blev dess ordförande; under hennes ledning bedrev Uganda Council of Women aktivism för en skriven och jämlik äktenskapslag, som också blev antagen.